# Piplärkan 15

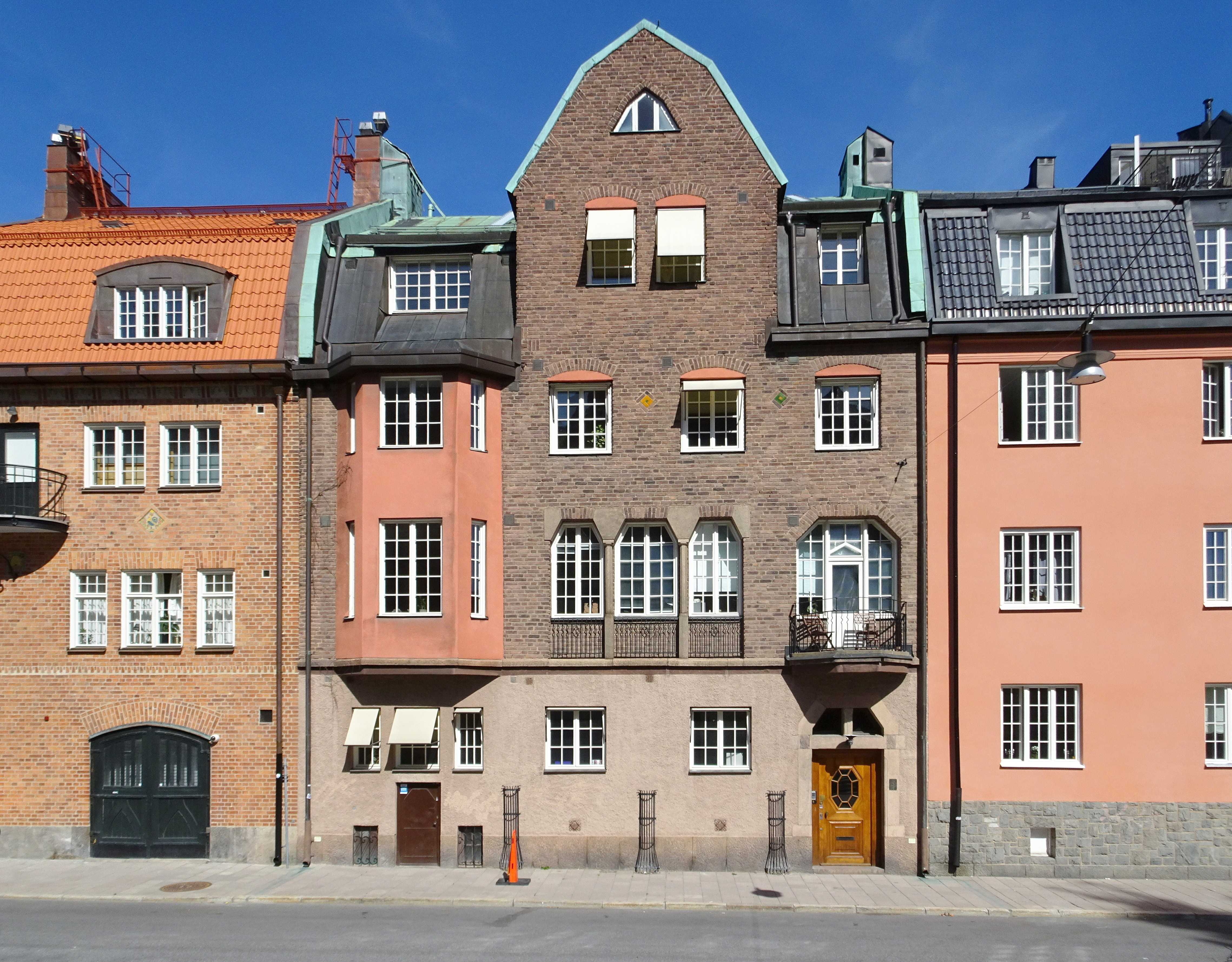
Piplärkan 15, Östermalmsgatan 19, augusti 2022.
Till vänster skymtar Piplärkan 1 och till höger Piplärkan 14.

Piplärkan 15 är en kulturhistoriskt värdefull fastighet i kvarteret Piplärkan i Lärkstaden på Östermalm i Stockholm. Den ursprungliga stadsvillan vid Östermalmsgatan 19 (ursprungligen 76) uppfördes 1910–1911 för civilingenjören och docenten Gunnar Cassel av byggmästare Lars Östlihn efter ritningar av arkitekt Oscar Waller. Fastigheten är grönmärkt av Stadsmuseet i Stockholm, det innebär "särskilt värdefull från historisk, kulturhistorisk, miljömässig eller konstnärlig synpunkt".

## Bakgrund

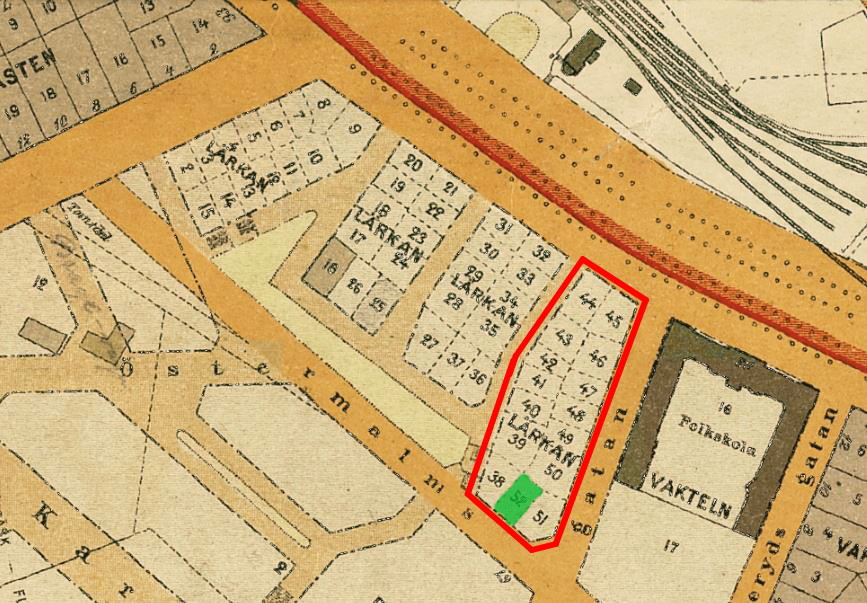
Kvarteret Lärkan 1909, tomt nr 52.

Enligt samtida tidningsartiklar i Svenska Dagbladet var intresset stort bland den välbeställda borgarklassen att köpa en fastighet i kvarteret Lärkan och bygga sig en stadsvilla där. Att uppföra ”sammanbyggda enfamiljshus” var något nytt i Stockholm och kan ses som en tidig form av radhus. I december 1912 var samtliga 51 tomter i kvarteret (Lärkan nr 2–52, nr 1 fanns inte) sålda.
Bland tomtköparna fanns arkitekten och byggmästaren Erik Hjelm som i april 1910 förvärvade tomt nr 52 (sedermera namnändrad till Piplärkan 15). Fastigheten såldes av Stockholms stad och omfattade en areal om 310,5 kvadratmeter ”å fri och egen grund”. Till tomten hörde även mark för en mindre trädgård som husägaren kunde anlägga i anslutning norr om byggrätten. Det var vanligt att byggmästare eller arkitekter köpte tomter i Lärkan som sedan, tillsammans med det färdiga huset, såldes till byggherren. 
Av tillgängliga handlingar framgår dock att Piplärkan 15 varken byggdes eller ritades av Erik Hjelm. Han upprättade visserligen arkitektritningar men fullföljde inte uppdraget. Istället övertogs projektet av arkitekt Oscar Waller och byggmästaren Lars Östlihn. Deras uppdragsgivare (byggherre) var docenten Gunnar Cassel.

## Byggnadsbeskrivning

### Exteriör

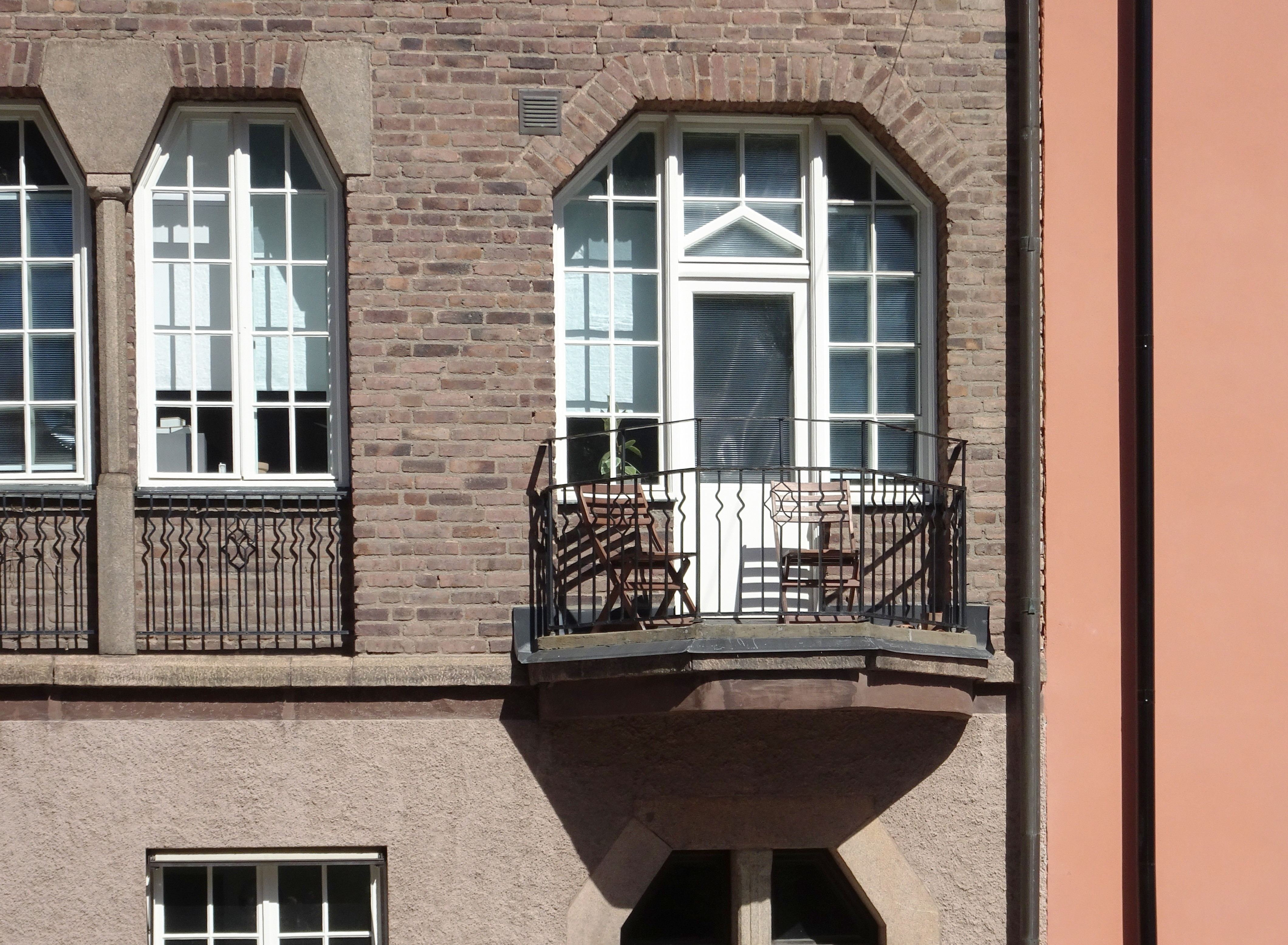
Balkong mot gatan.

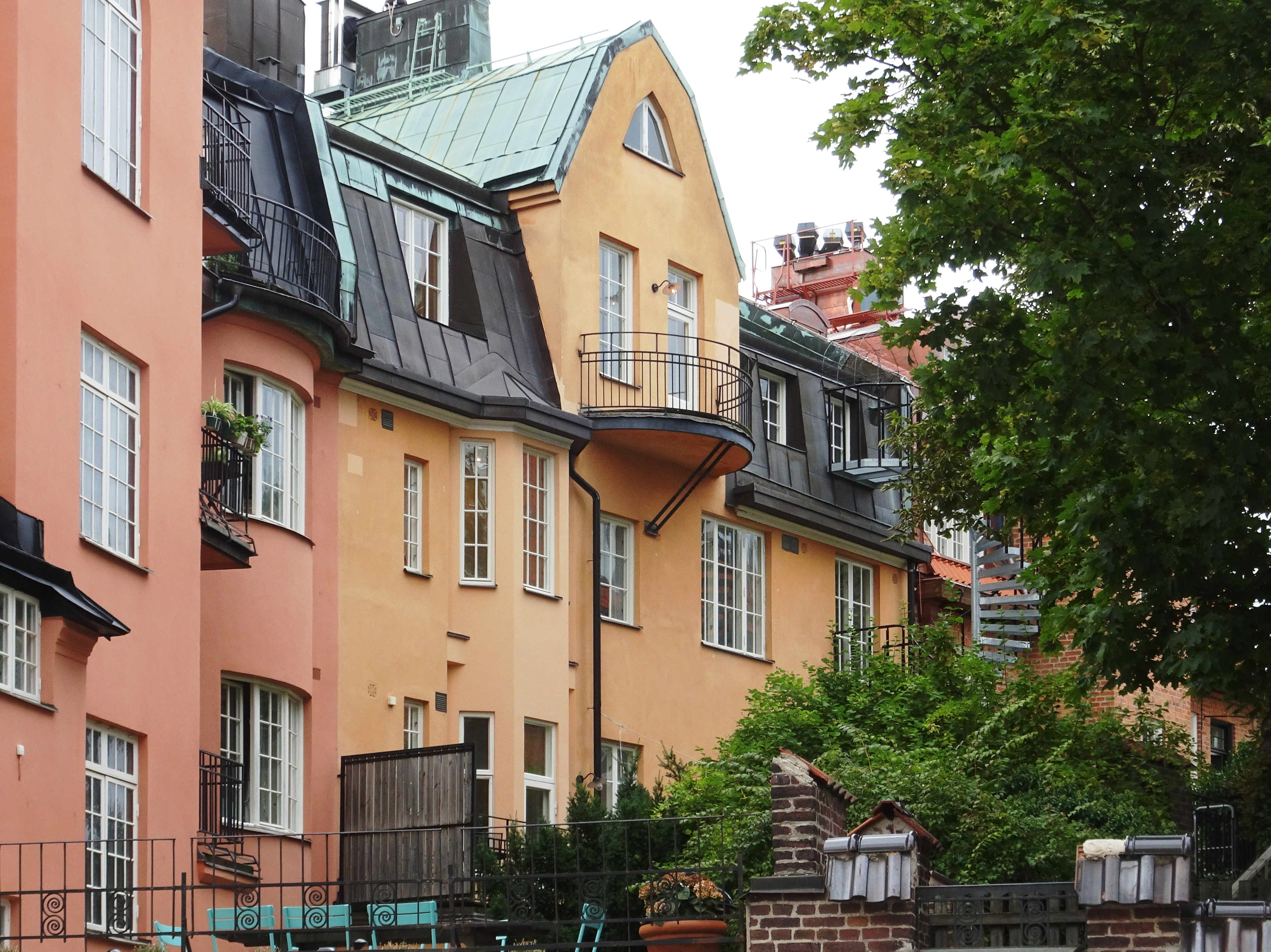
Fasad mot gården.

Piplärkan 15 uppfördes i tre våningar med en fjärde våning på vinden. Fasaden mot gatan präglas av en kombination av spritputs, slätputs, tegel och natursten. Gråfärgad spritputs användes i höjd med bottenvåningen och rosabrun spritputs på burspråket. Övriga fasaddelar uppmurades i mörkbrunt fogstruket och delvis mönstermurat tegel på en sockel av granit. Fasadens centrum accentueras av en fronton som höjer sig i 1½ våningar över takfoten. Mellan fönstren i höjd med våning två trappor märks två inläggningar av grönt och gult kakel (eller glaserat tegel). Entréporten inramas av en portal bestående av slät natursten, däröver finns gatufasadens enda balkong som ursprungligen hörde till salongen. Mot gården finns ytterligare en balkong och ett burspråk samt en central placerad fronton. Fasaden spritputsades, ursprungsritningen visade dock tegel. Stilen är den för området typiska nationalromantiken.

### Interiör
Piplärkan 15 uppfördes som stadsvilla för familjen Cassel som nyttjade samtliga fyra våningar för eget behov. Utöver en liten portvaktslägenhet om 1 rum och kök i bottenvåningen fanns inga dubbletter eller andra uthyrningsbara rum i huset. Att hyra ut några lägenheter utan kök var annars ganska vanligt i lärk-kvarteren. Familjen Cassel bodde inte länge i sin villa. Av Stockholms adresskalender framgår att fastigheten redan 1913 innehades vice häradshövdingen G. Smith.

### Rumsfördelning
Rumsfördelningen var enligt arkitektritningarna från 1910 följande:
- Källarvåning (under del av huset) – pannrum, kol- och vedförråd, matkällare
- Bottenvåning – entré, entréhall med utgång till gården, trappa, portvaktslägenhet om 1 rum och kök, jungfrurum, kök med serveringsrum och mathiss samt intertrappa till serveringsrummet på våning 1 trappa
- Våning 1 trappa – trappa, stor hall med öppen spis, herrum med burspråk och balkong mot gården, serveringsrum med mathiss, matsal och salong i fil mot gatan
- Våning 2 trappor – hall med öppen spis och ett gästrum mot gården, ytterligare ett gästrum samt bibliotek / biljardrum mot gatan
- Våning 3 trappor (vindsvåning) – sängkammare, två barnkammare, rum för barnjungfrun, borstrum (städskrubb) samt badrum och toalettrum (påklädningsrum)

### Ursprungsritningar från 1910

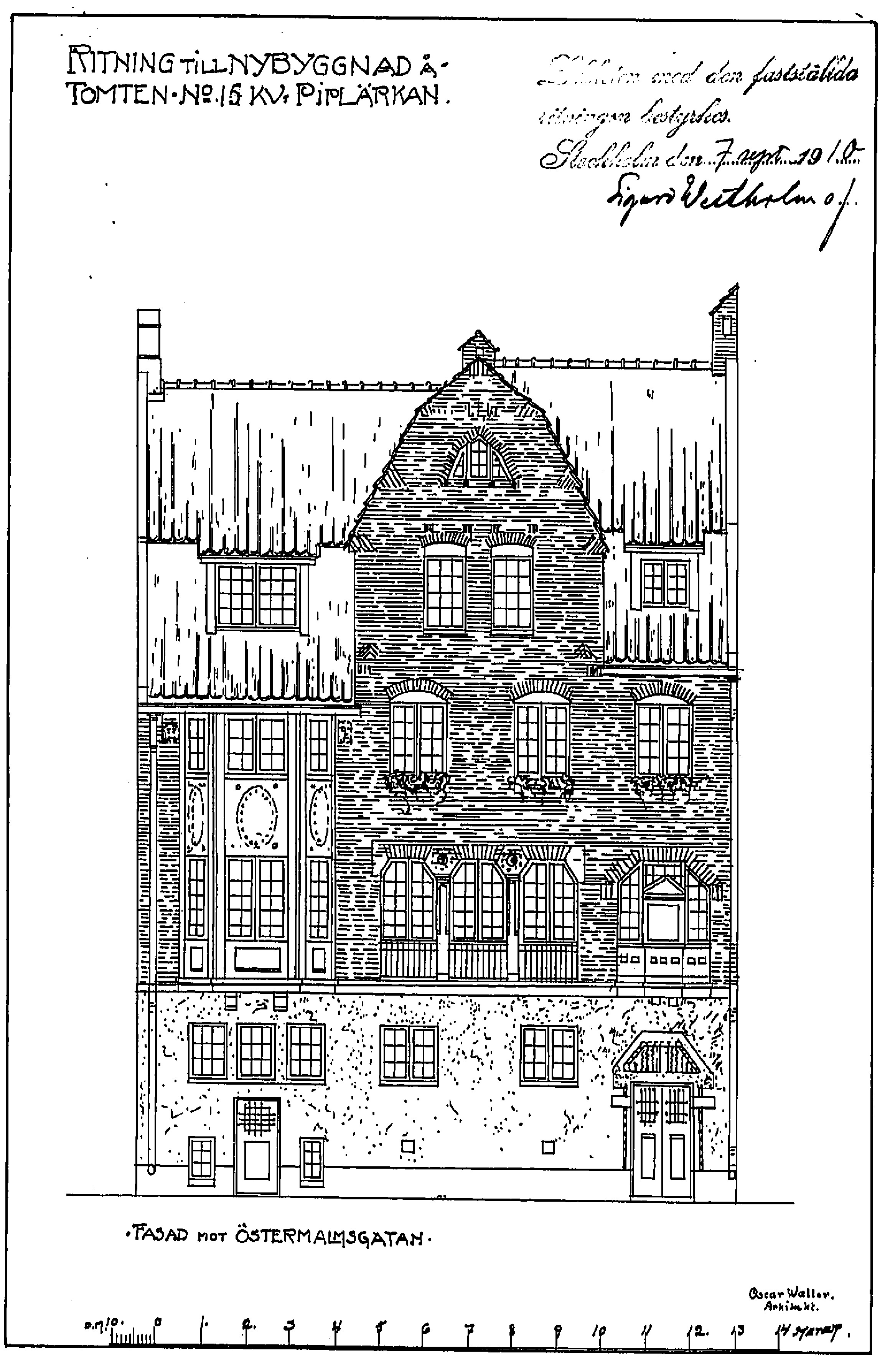
Fasad mot gatan.
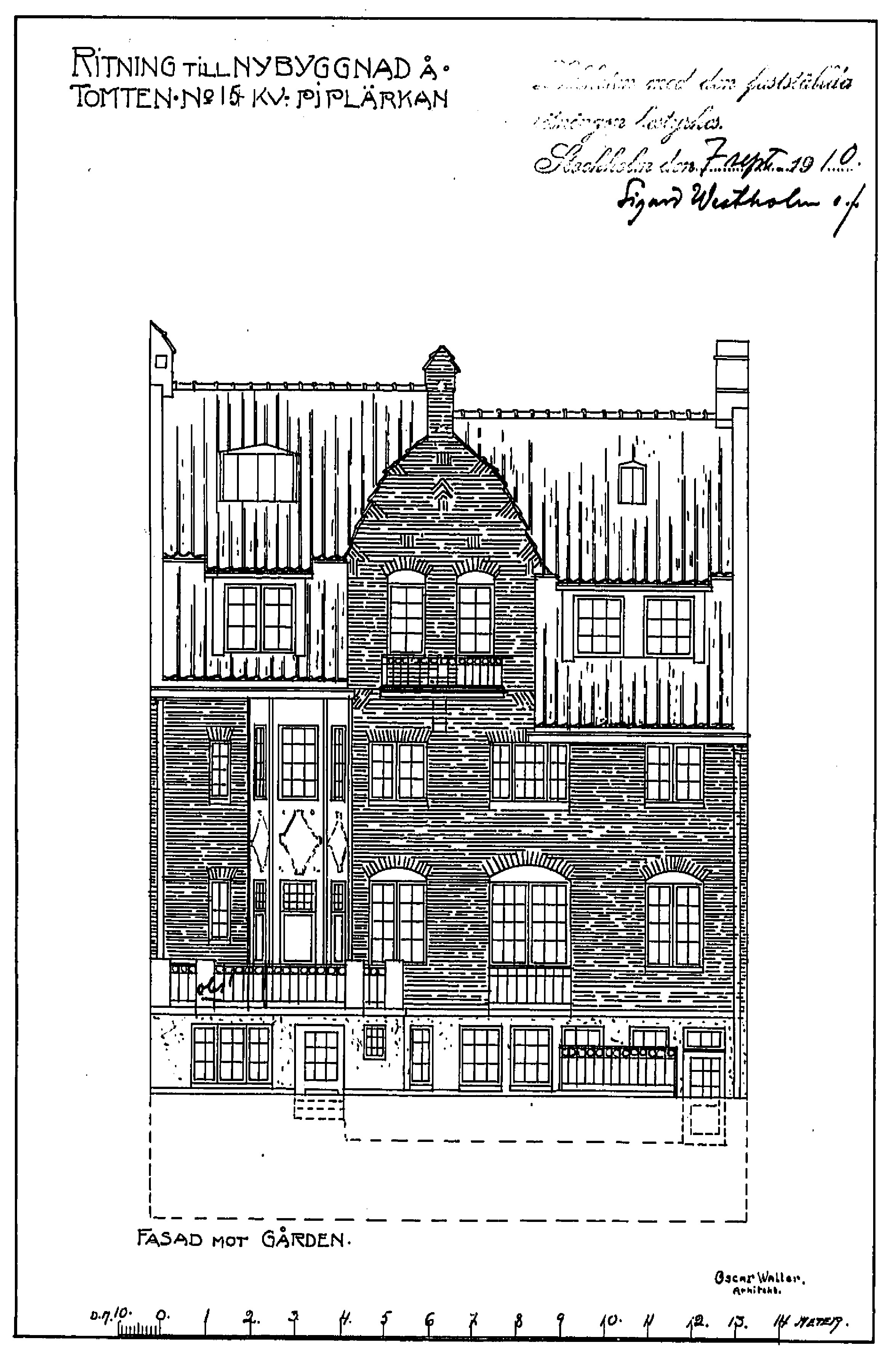
Fasad mot gården.
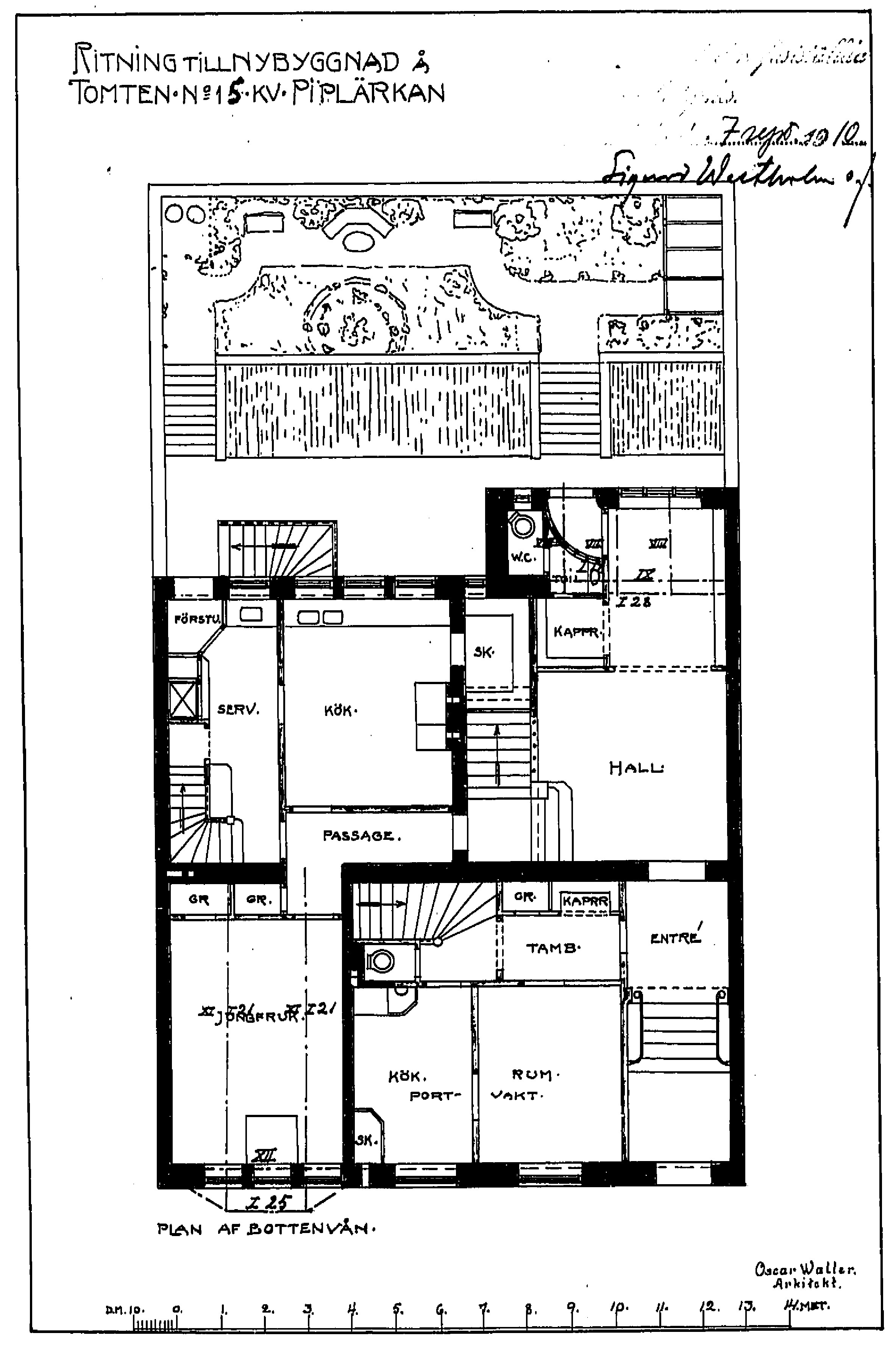
Bottenvåning.
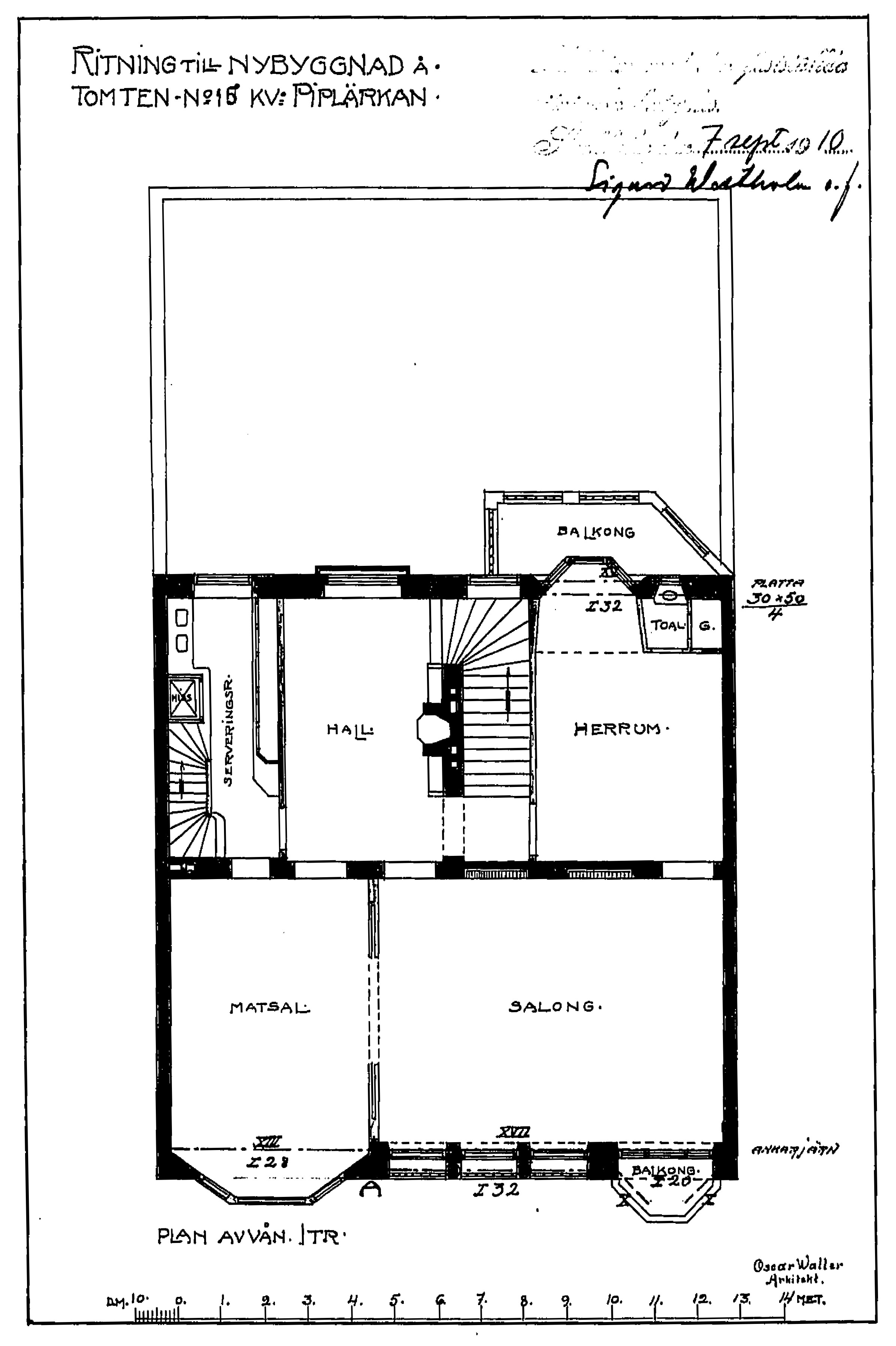
Våning 1 trappa.
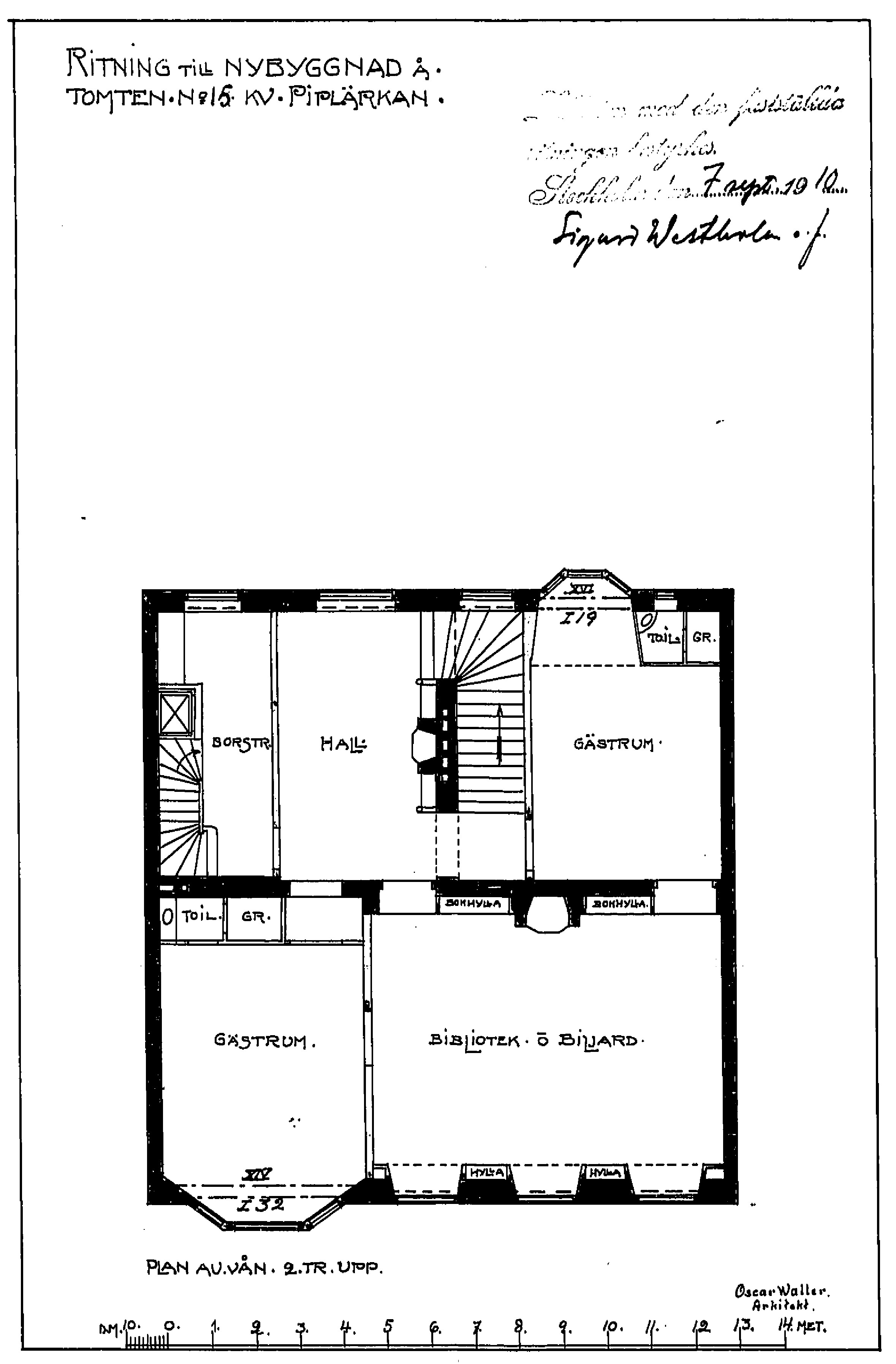
Våning 2 trappor.
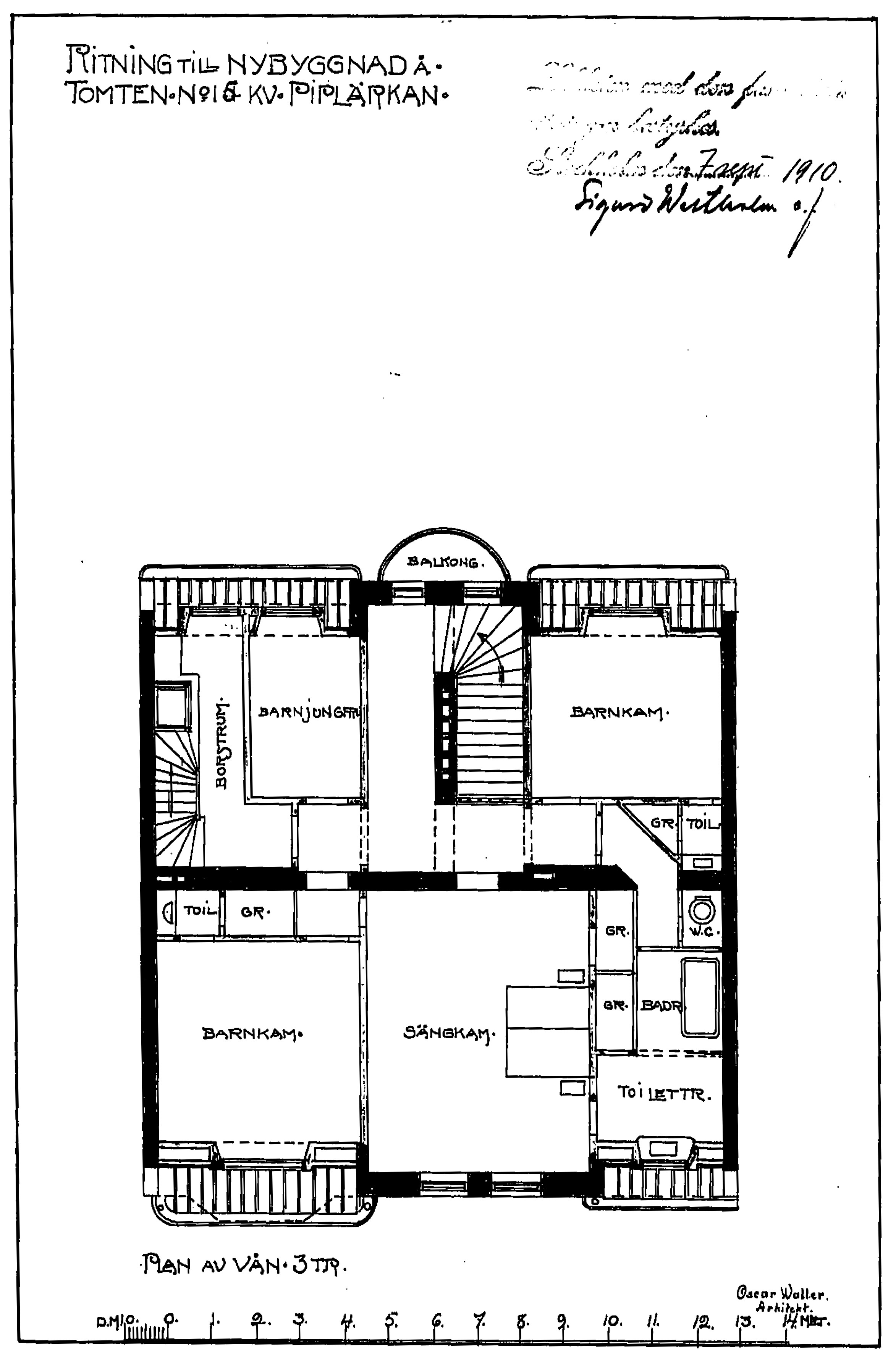
Våning 3 trappor.
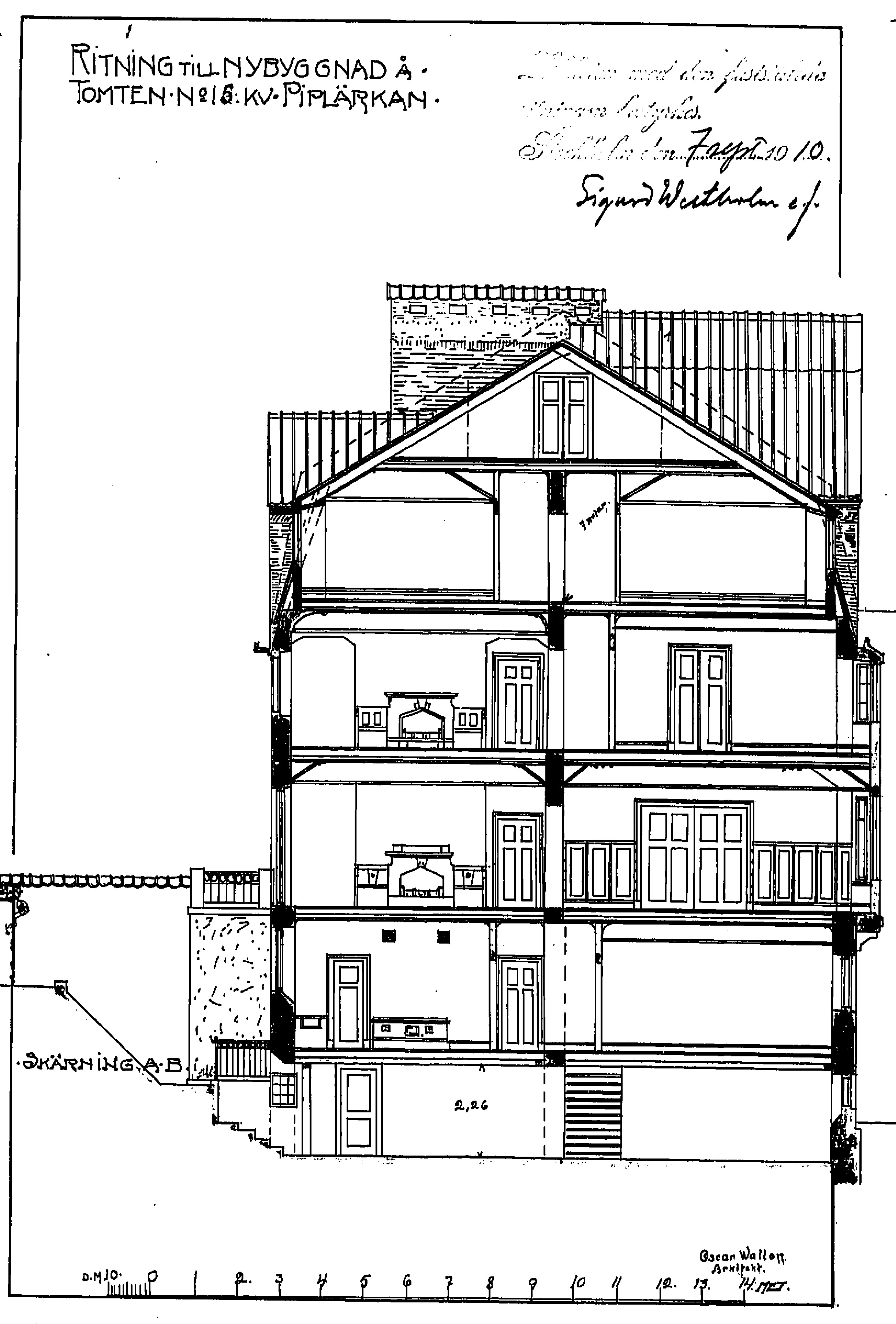
Sektion.